# Давление (фильм)
«Давление» (англ. Pressure) — будущая военная драма режиссёра Энтони Мараса по сценарию Мараса и Дэвида Хейга, основанному на одноимённой пьесе Хейга. Премьера запланирована на 2025 год.

## Сюжет
Действие фильма начинается за семьдесят два часа до высадки в Нормандии. Метеоролог Джеймс Стэгг должен дать самый важный прогноз в истории, что ставит его в напряженное противостояние со всем союзным командованием. Неправильные условия могут разрушить крупнейшее в истории морское вторжение, а любая задержка чревата тем, что немецкая разведка узнает о нём. Окончательное решение остаётся за главнокомандующим союзных войск Дуайтом Эйзенхауэром, который может довериться только своему помощнику капитану Кей Саммерсби. Остаются считанные часы, и судьба войны и жизни миллионов людей висят на волоске.

## В ролях
- Брендан Фрейзер — Дуайт Д Эйзенхауэр
- Эндрю Скотт — Джеймс Стэгг
- Керри Кондон — Кей Саммерсби

## Производство
10 июня 2024 года кинокомпания Studio Canal объявила о сотрудничестве с Working title для работы над фильмом «Давление», полнометражного фильма по пьесе Дейвда Хейга. Энтони Марас стал режиссёром и соавтором сценария фильма.
Эндрю Скотт стал первым подтвержденным актером, а вскоре после этого было объявлено, что Брендан Фрейзер присоединился к проекту, чтобы сыграть Дуайта Д. Эйзенхауэра. В августе 2024 года ирландская актриса Керри Кондон получила в фильме в роль помощницы Эйзенхауэра Кей Саммерсби.
Съёмки начались в сентябре 2024 года в Великобритании.